# Liste des personnages de Regular Show

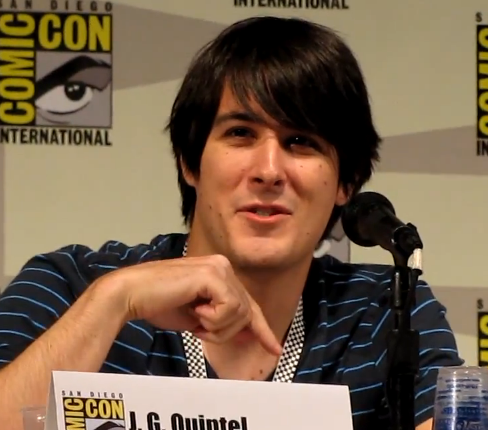
J.G. Quintel, créateur et voix de Mordecai.

Regular Show est une série d'animation américaine créée par J. G. Quintel. La série contient de nombreux personnages.

## Personnages principaux
- Mordecai – un geai bleu anthropomorphe , meilleur ami de Rigby. Ensemble, Mordecai et Rigby sont employés pour entretenir le parc, mais ne parviennent que très rarement à finir leur travail, par flemme. Mordecai est plus consciencieux, mature, et moral concernant ses actions, mais ne respecte pas toujours ses engagements avec Rigby. Il prône la jalousie, souvent envers Rigby, ce qui le met hors de lui. Mordecai adore également cogner (la « castagne ») avec Rigby, sachant qu'il est plus fort que ce dernier. Dans les premières saisons, Mordecai a d'abord un faible pour Margaret, une jeune serveuse travaillant dans un café, puis pour Cathy, une nuage antropomorphe avec laquelle il a fait connaissance sur Internet.

- Rigby – un raton-laveur anthropomorphe, meilleur ami de Mordecai et travaillant dans le parc à ses côtés. Rigby est excentrique, immature, et extrêmement malicieux, ce qui pose souvent conflits avec Mordecai. Rigby ne pense souvent qu'à lui-même et accomplit de nombreuses choses par égoïsme, mensonge ou tricherie ; de ce fait, il se crée lui-même des problèmes avec les autres. Sa capacité à mentir et/ou tricher lorsque l'occasion lui en est donné, Rigby pourrait être considéré comme un personnage immorale et irresponsable. Habituellement, les problèmes causés dans la parc sont causés par Rigby. Néanmoins, il reste le meilleur ami de Mordecai, et Rigby tente souvent de corriger ou lui faire éviter les problèmes. Il a également un frère cadet, Don, de qui il est jaloux car il est considéré par les autres comme le grand frère à cause de sa grande taille. Rigby a également survécu maintes fois à la mort.

- Benson – une machine à gommes, manager du parc, et employeur de Mordecai et Rigby, travaillant pour Mr. Maellard. Mordecai et Rigby n'obéissent jamais aux ordres données par Benson. De ce fait, ce dernier ne place aucune réelle confiance en eux. Il est également un employé responsable et travailleur. Il est sarcastique, colérique et devient souvent enragé (il devient rouge lorsque ça lui arrive). Benson menace fréquemment de renvoyer Mordecai et Rigby à cause de leur qualité de travail médiocre, ce qu'il réussit rarement à faire. Cependant, Benson gagne de la confiance dans l'épisode Bye Bye Benson[1]. Dans l'épisode Maîtriser sa colère, il est révélé que Benson aurait eu des problèmes familiaux ce qui l'aurait mené à devenir colérique[2]. Il est également ami avec Pops et Skips.

- Pops – un vieil homme naïf, possédant une énorme tête de la taille d'une sucette, souvent heureux et enthousiaste. Pops travaille aux côtés de Benson dans le management du parc. Il apparaît souvent aux côtés des autres employés du parc, mais s'implique que très rarement dans le scénario principal. Malgré son âge avancé, Pops est naïf et agit comme un enfant. Le père de Pops, Mr. Maellard, est le propriétaire du parc. De ce fait, Pops aide Benson à la direction du parc. Benson semble également être responsable de Pops.

- Skips – Un yéti, employé du parc, plus vieux que ce qu'il paraît être. Possédant l'immortalité, il se doit d'exécuter une danse rituelle chaque année durant son anniversaire ; si cette danse n'est pas exécutée, ou incomplète, Skips mourra dans les prochaines minutes et retombera en poussière. En anglais, son nom signifie littéralement « foulée », ce qui explique sa manière de marcher. La plupart du temps, Skips aide Mordecai et Rigby à se sortir des problèmes à l'aide de ses nombreux savoirs. Il est l'un des rares personnages de la série à avoir cinq doigts.

- Mitchell "Mitch" « Monsieur Muscles » Sorenstein (Muscle Man en VO) – un autre employé du parc. Mitch Sorenstein (mieux connu sous le surnom de « Monsieur Muscles ») est un homme à la peau verdâtre de petite taille obèse, ce qui est ironique pour son surnom. Il apparaît comme immature, macho et méprisant vis à vis des employés du parc, en particulier Mordecai et Rigby. Celui-ci possède une blague récurrente durant la série, les blagues « ma mère », une sorte de mauvaise tournure des habituelles blagues "ta mère". Il adore également faire des farces et piéger aux autres. Il avait également un père, Papa Muscles, qui appréciait faire des blagues du même genre[3]. Dans le même épisode, il est montré qu'il possède un côté sensible et marqué par le deuil. Dans l'épisode Madame Muscles, on apprend que son véritable nom est Mitch Sorenstein[4].

- Fantôme Frappeur (Hi-Five Ghost en VO) – un fantôme possédant une énorme main au-dessus de sa tête, également employé au parc. Il est le meilleur ami de Monsieur Muscles depuis le lycée, et fait habituellement des tope là à celui-ci à l'aide de son unique main, souvent lorsque Monsieur Muscles sort des vannes de type « ma mère ».

## Personnages secondaires
- Margaret Smith – une jeune rouge-gorge antropomorphe travaillant à l'origine dans le café que fréquentent habituellement Mordecai et Rigby avant que celle-ci ne parte étudier le journalisme à l'université. Elle se montre comme l'intrigue romantique de Mordecai. Celui-ci a un faible pour elle et celui-ci se montrera présent à toute occasion de rester près d'elle, bien que celui-ci ait du mal à avouer ses sentiments. Leurs sentiments deviendront réciproques par la suite et représenteront un conflit amoureux avec la future petite amie de Mordecai : Cathy.
- Thomas (saisons 1-6) / Nikolai (saisons 6-7) – un jeune bouc anthropomorphe qui travaille en tant que stagiaire dans le parc. Il se montre assez silencieux, retiré et est très souvent taquiné par les membres du parc. L'épisode Le vrai thomas - Spécial stagiaire révèle qu'il faisait partie d'une opération interne secrète et qu'il était en réalité un espion russe[5].
- Starla « Madame Muscles » Gutsmandottir-Sorenstein – une femme humanoide, épouse de Monsieur Muscles. Tous deux amoureux depuis le lycée, leur longue relation aboutira à un mariage dans l'épisode Largué devant l'autel.